# チャールズのかしのき座

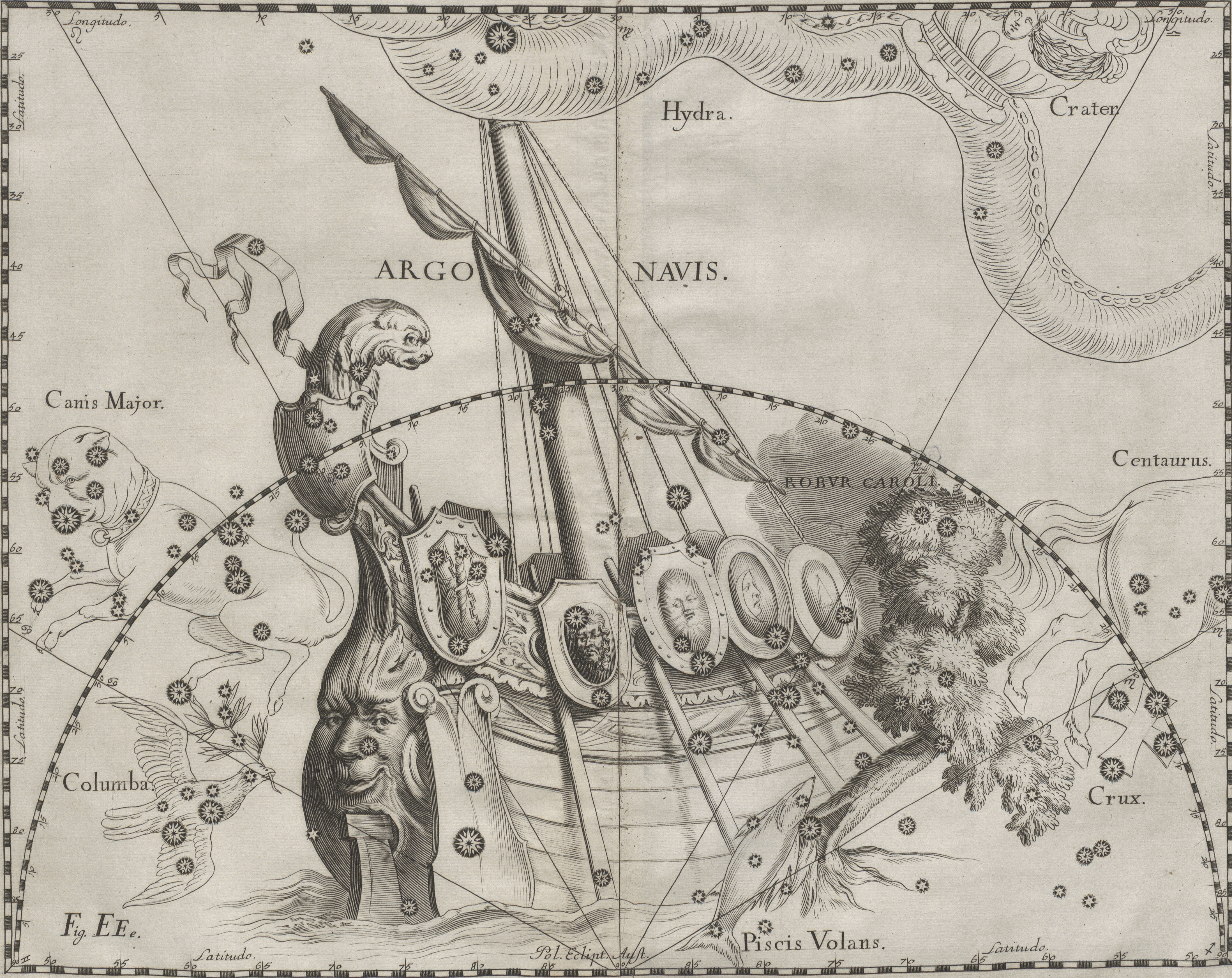
アルゴ座にへし折られるオーク

チャールズのかしのき座（チャールズのかしのきざ、チャールズの樫の木座、Robur Carolinum）は、1679年にエドモンド・ハレーがイングランド国王チャールズ2世を称えて作った星座。
清教徒革命（イングランド内戦・第三次イングランド内戦）における1651年のウスターの戦いに敗れたチャールズ2世がオリバー・クロムウェルの軍の追手から身を隠したロイヤル・オークをモチーフとした星座で、ハレーがセント・ヘレナ島での観測記録をまとめた『南天星表』 (Catalogus Stellarum Australium) で初めて発表された。アルゴ座の一部を切り取り、現在のりゅうこつ座β星、りゅうこつ座η星を含む12の星で形作られていたが、ほとんど使われなかった。ドイツのヨハネス・ヘヴェリウスが作った星図には、オークの木を押し倒すアルゴー船が描かれている。
なお、星座名は「かしのき」と訳されているが、イギリスでoakと呼ばれる木は樫ではなく、ヨーロッパナラのことである。